# 小島孝之
小島 孝之（こじま たかゆき、1943年10月16日 - ）は、中世日本文学研究者。文学博士（東京大学・論文博士・1999年）（学位論文『中世説話集の研究』）。東京大学名誉教授。

## 略歴
東京都立川市生まれ。1972年、東京大学文学部国語国文学専修卒業、1975年、東京大学大学院人文科学研究科修士課程修了、1977年、同大学大学院博士課程中退。
1975年、武蔵高等学校教諭、1977年、実践女子大学専任講師、1980年、立教大学文学部助教授、1987年同大学教授を経て、1994年、東京大学文学部教授。1999年『中世説話集の研究』で文学博士（東京大学）の学位を取得。2006年、定年退職、名誉教授。同年4月、成城大学文芸学部教授。2014年、成城大学を定年退職。
1978年、第4回日本古典文学会賞受賞。

## 著書
著書
- 『中世説話集の形成』若草書房、1999年

編著
- 小松親次郎共編 『異文化理解の視座 世界からみた日本、日本からみた世界』東京大学出版会、2003年
- 『説話の界域』笠間書院、2006年

校注・訳
- 浅見和彦共編『撰集抄』桜楓社、1985年
- 『日本の文学 宇治拾遺物語』ほるぷ出版、1987年
- 『新日本古典文学大系 40 閑居友』岩波書店、1993年
- 無住『新編日本古典文学全集 52 沙石集』小学館、2001年
- 『週刊日本の古典を見る 平家物語』世界文化社、2002年